# Компактный мюонный соленоид

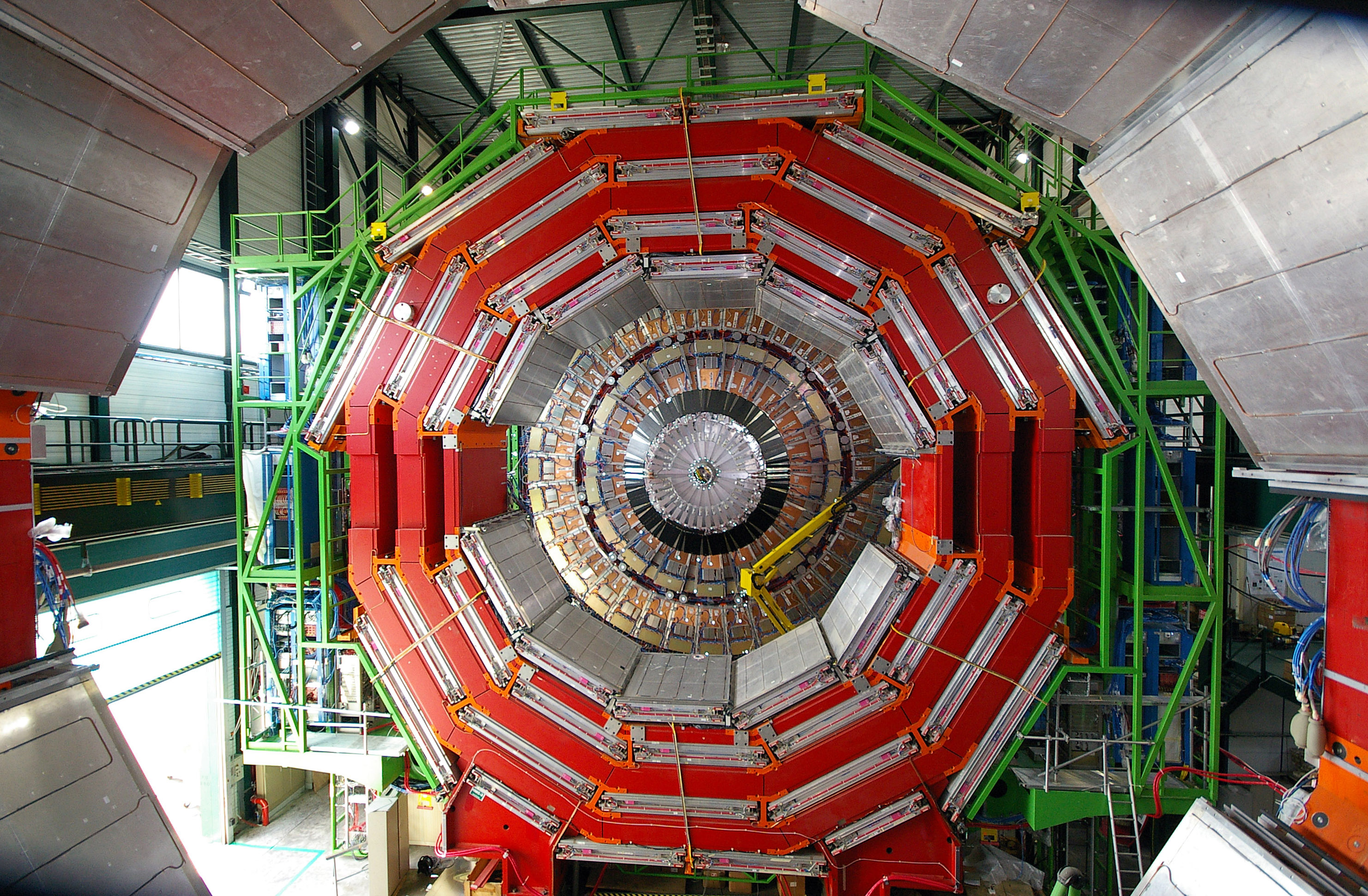
Вид торца CMS через секции барреля. Лестница справа внизу даёт представление о масштабе.

Компактный мюонный соленоид (CMS от англ. Compact Muon Solenoid) — один из двух больших универсальных детекторов элементарных частиц на Большом адронном коллайдере (БАК) в Европейской организации ядерных исследований (ЦЕРН) в городе Женева (Швейцария).
Он расположен в подземном экспериментальном зале рядом с деревней Цесси на территории Франции недалеко от границы с Швейцарией.
Около 3600 человек из 183 лабораторий и университетов из 38 стран, включая Россию, составляют коллаборацию CMS, которая построила детектор и в настоящее время работает с ним.
Детектор общего назначения, предназначенный для поиска бозона Хиггса и «нестандартной физики», в частности тёмной материи.

## История
В 2017 году коллаборация CMS отмечает своё двадцатипятилетие, в июне провела праздничное мероприятие.

## Физическая программа эксперимента
CMS предназначен для исследования различных типов физики, которые могли бы быть обнаружены в энергичных столкновениях на БАК. Некоторые из этих исследований заключаются в подтверждении или улучшенных измерениях параметров Стандартной Модели, в то время как многие другие — в поисках новой физики.
В апреле 2014 года коллаборация CMS сообщила, что ширина распада бозона Хиггса меньше 22 МэВ.

## Общее строение детектора
Строение CMS. В центре, в так называемом барреле, показан человек для масштаба. (HCAL — адронный калориметр, ECAL — электромагнитный калориметр)]]

## Строение CMS по слоям
Более полное техническое описание см. в Technical Design Report.

### Слой 4 — Магнит
По состоянию на 2014 год магнит CMS — самый крупный из когда-либо созданных сверхпроводящих электромагнитов. Он создает магнитное поле 4 тесла внутри цилиндра диаметром 6 м и длиной 12,5 м. Ярмо магнита с массой около 10 тысяч тонн — самый тяжелый компонент детектора CMS..

## Этапы строительства и запуска
| 1998             | Начинается сооружение наземных зданий для CMS.                       |
| 2000             | Закрывается ускоритель LEP, начинается сооружение подземной полости. |
| 2004             | Завершено сооружение подземной полости.                              |
| 10 сентября 2008 | Первый протонный пучок в CMS.                                        |
| 23 ноября 2009   | Первое столкновение протонных пучков в CMS.                          |

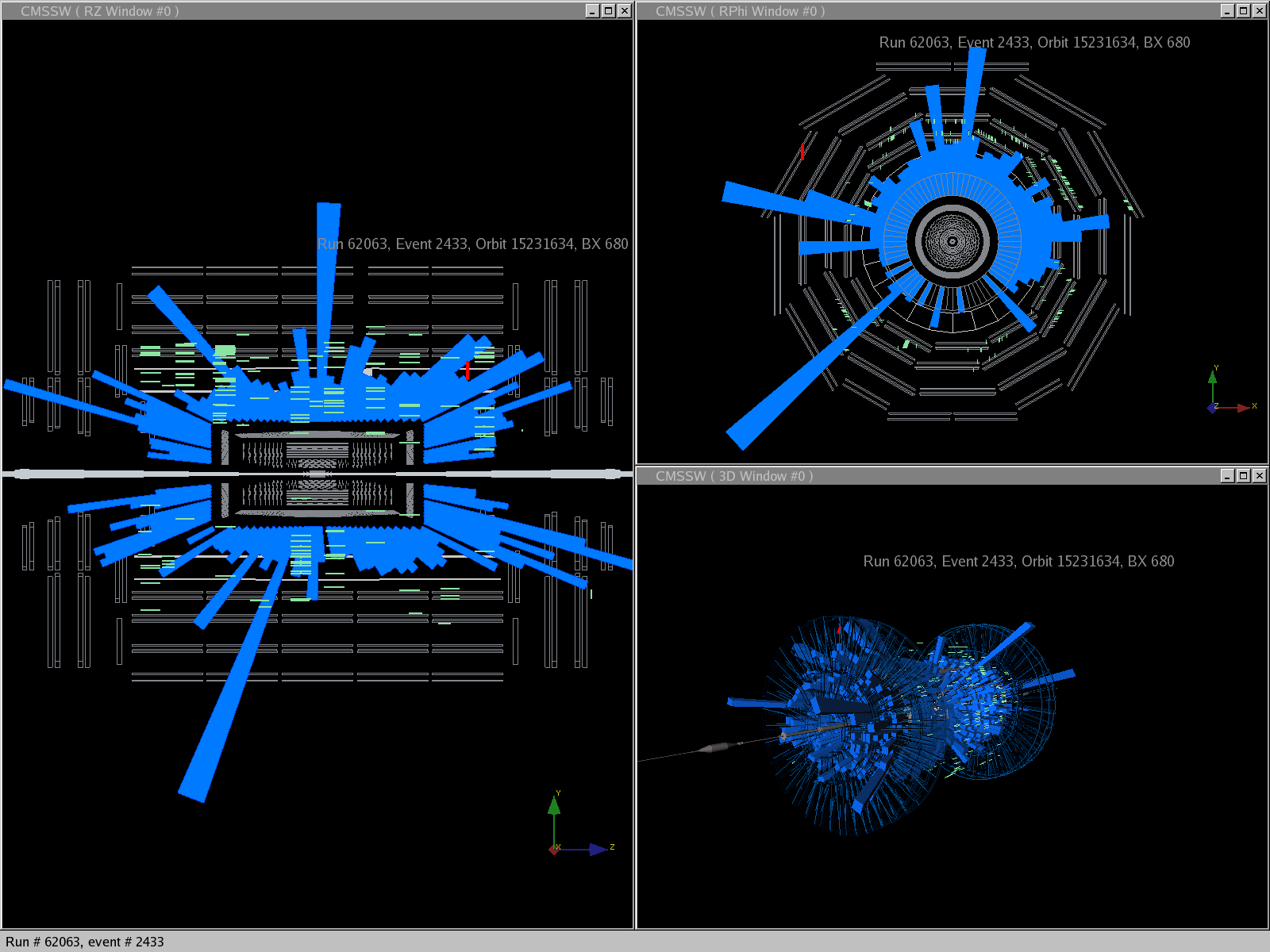
Компьютерное моделирование сброса пучка протонов на вольфрамовый блок вверх по пучку CMS в первый день работы ускорителя LHC, сентябрь 2008 года